# Халфинг
Халфинг (њем. Halfing) општина је у њемачкој савезној држави Баварска. Једно је од 46 општинских средишта округа Розенхајм. Према процјени из 2010. у општини је живјело 2.703 становника. Посједује регионалну шифру (AGS) 9187139.

## Географски и демографски подаци
Халфинг се налази у савезној држави Баварска у округу Розенхајм. Општина се налази на надморској висини од 502 метра. Површина општине износи 22,8 km². У самом мјесту је, према процјени из 2010. године, живјело 2.703 становника. Просјечна густина становништва износи 119 становника/km².

## Међународна сарадња
| Мјесто  | Држава    | Врста сарадње | Од    |
| ------- | --------- | ------------- | ----- |
| Фалерон | Француска | партнерство   | 1982. |
| Извор   |           |               |       |